# Juma Al-Wahaibi
Juma Al-Wahaibi, de son nom complet Juma Abdullah Al-Wahaibi, est un footballeur omanais, né le 2 mars 1980 en Oman.

## Palmarès

### En club
- Mascate Club :
  - Vainqueur de la Coupe d'Oman en 2004
  - Vainqueur de la Supercoupe d'Oman en 2004

### En sélection nationale
- Finaliste de la Coupe du Golfe en 2004 et 2007